# Bjelajce
Bjelajce (en serbe cyrillique : Бјелајце) est un village de Bosnie-Herzégovine. Il est situé dans la municipalité de Mrkonjić Grad et dans la république serbe de Bosnie. Selon les premiers résultats du recensement bosnien de 2013, il compte 764 habitants.

## Démographie

### Évolution historique de la population dans la localité
| 1948 | 1953 | 1961 | 1971  | 1981  | 1991 | 2013 |
| ---- | ---- | ---- | ----- | ----- | ---- | ---- |
| -    | -    | 893  | 1 025 | 1 059 | 980, | 764  |

|  |

### Communauté locale
En 1991, la communauté locale de Bjelajce comptait 3 608 habitants, répartis de la manière suivante :